# Abtei Le Thoronet
Die Abtei Le Thoronet (lat. Monasterium Toronetum oder Abbatia Floregia) ist ein ehemaliges Zisterzienserkloster und liegt 4,5 Kilometer westlich von Le Thoronet, einem kleinen Ort im Hinterland des Départements Var, nördlich von Le Luc, zwischen Carcès und Lorgues in der Nähe des Flusses Argens. Die Abbaye du Thoronet bildet mit Sénanque und Silvacane die Gruppe der berühmten Zisterzienserklöster der Provence, genannt die „drei provenzalischen Schwestern“.

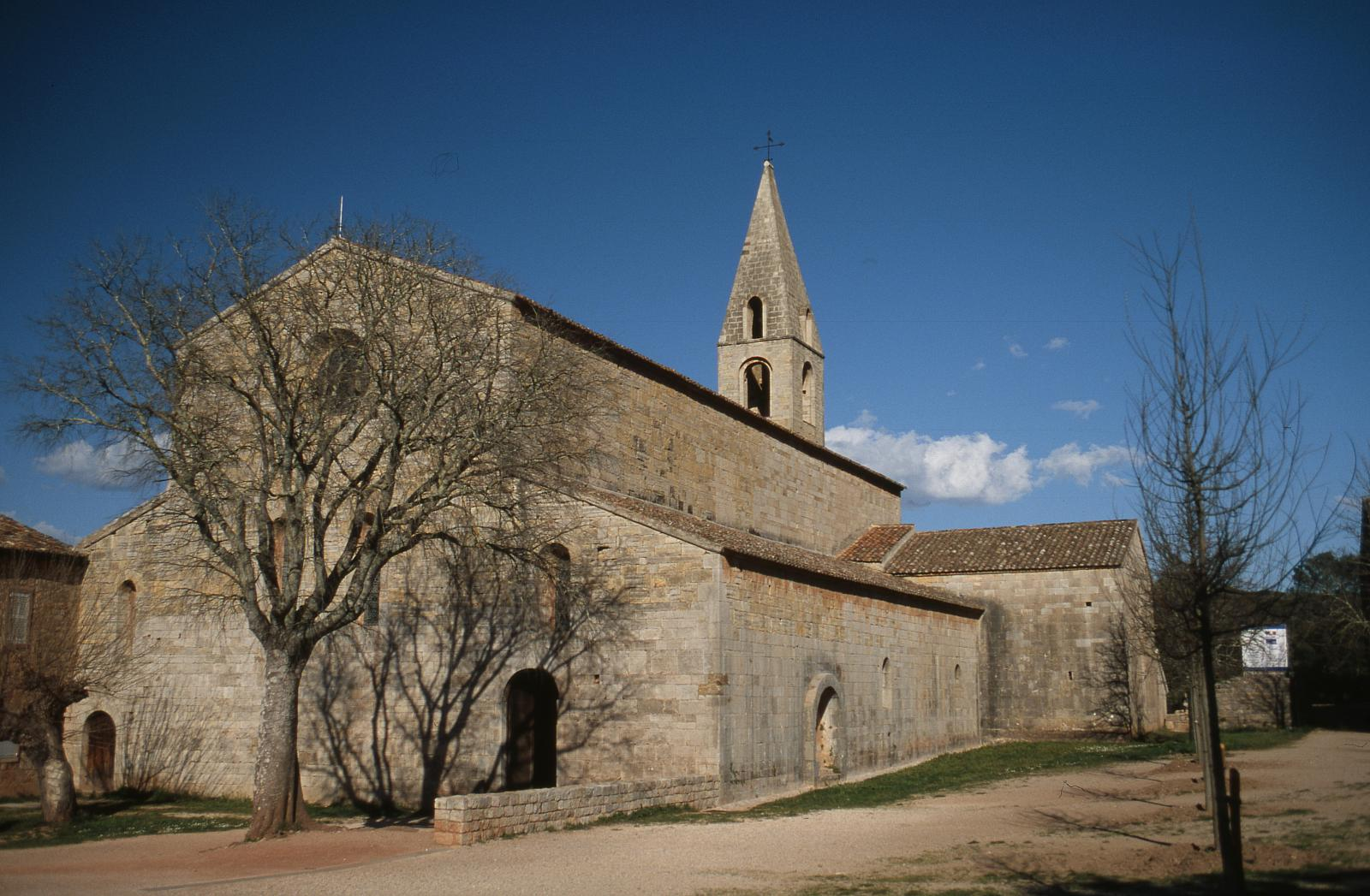
Klosterkirche von Südwesten

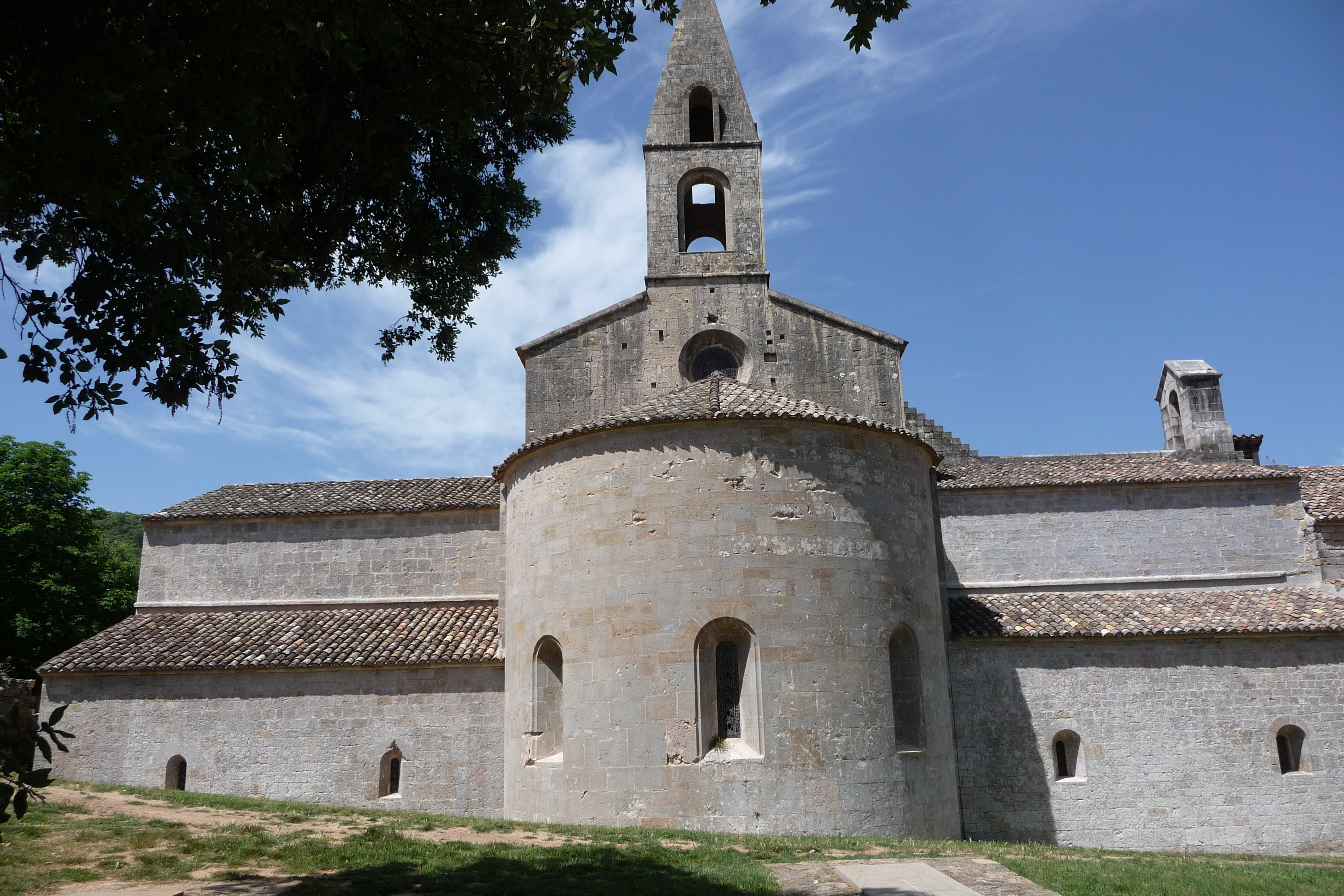
Apsis Abbaye du Thoronet

## Geschichte
1136 verließ eine Gruppe von Zisterziensermönchen die Abtei Abtei Mazan in der Ardèche und errichtete in der Nähe von Tourtour das Kloster Notre-Dame-de-Florièges (auch: Florielle oder Florièyes). Schon 15 Jahre später verließen die Brüder die dortigen provisorischen Gebäude und ließen sich ca. 20 km entfernt am heutigen Standort in der Nähe von Lorgues in einem abgelegenen, waldreichen Tal an einem kleinen Fluss nieder. 1160 wurde mit dem Bau der Kirche begonnen, die – wie bei den Zisterziensern üblich – der Gottesmutter Maria geweiht war. 15 Jahre später waren die wichtigsten Gebäude fertiggestellt. 1190 konnten die letzten Arbeiten beendet werden.
Stiftungen und Schenkungen verhalfen dem Kloster zu einem raschen Aufschwung. Zu Beginn des 13. Jh. lebten ca. 20 Mönche und einige Dutzend Laienbrüder in der Abtei. Noch im 15. Jahrhundert erbaute man ein neues Refektorium, doch schon kurze Zeit später begann der Niedergang. Verschiedene Quellen geben Zeugnis davon, dass als Folge die Abteigebäude Ende des 17. Jh. in einem bedenklichen Zustand waren. Im 18. Jahrhundert wurden erhebliche Umbauten vorgenommen. So erhielt die Kirche eine Stuckdekoration, die den ursprünglichen Gesamteindruck deutlich veränderte.
1790, zu Beginn der Französischen Revolution, lebten 7 Mönche in der Abtei, die im Zuge der Säkularisation aufgelöst wurde. 1854 erwarb der französische Staat die Abtei. Seit 1873 laufen die Bemühungen, die Gebäude zu restaurieren. Dabei wurden alle nachträglichen Ein- und Umbauten entfernt und so der ursprüngliche Zustand für die Nachwelt erhalten.

## Architektur

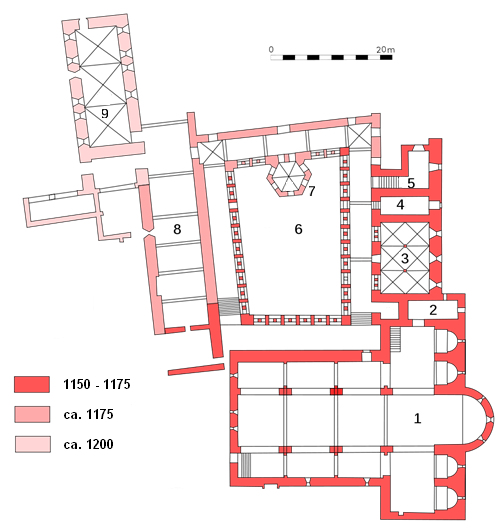
1 Abteikirche, 2 Sakristei, 3 Kapitelsaal, 4 Durchgang zum Garten, 5 Treppe zum Dormitorium, 6 Kreuzgang, 7 Brunnenhaus, 8 Vorratskammer, 9 Gebäude der Laienbrüder

Bei allen Gebäudeteilen herrscht ein strenger und sehr geometrischer romanischer Stil vor. Der basilikale Aufbau des Langhauses und das Querschiff sind von außen klar erkennbar. Es fehlt jeglicher Schmuck in Form von Bogenfriesen oder Lisenen. In der schlichten Eingangsfassade öffnen sich an Stelle eines Hauptportals zwei kleine, seitliche Türen unter Rundbögen. An der Südwand der Kirche ist eine der seltenen Grabbogennischen der Provence zu erkennen, die von außen in die Mauer gehauen ist. Außergewöhnlich ist der Turm: Zur Betonung der Schlichtheit wird bei Zisterzienserkirchen in der Regel darauf verzichtet. Die meisten Abteikirchen haben lediglich einen kleinen Dachreiter.

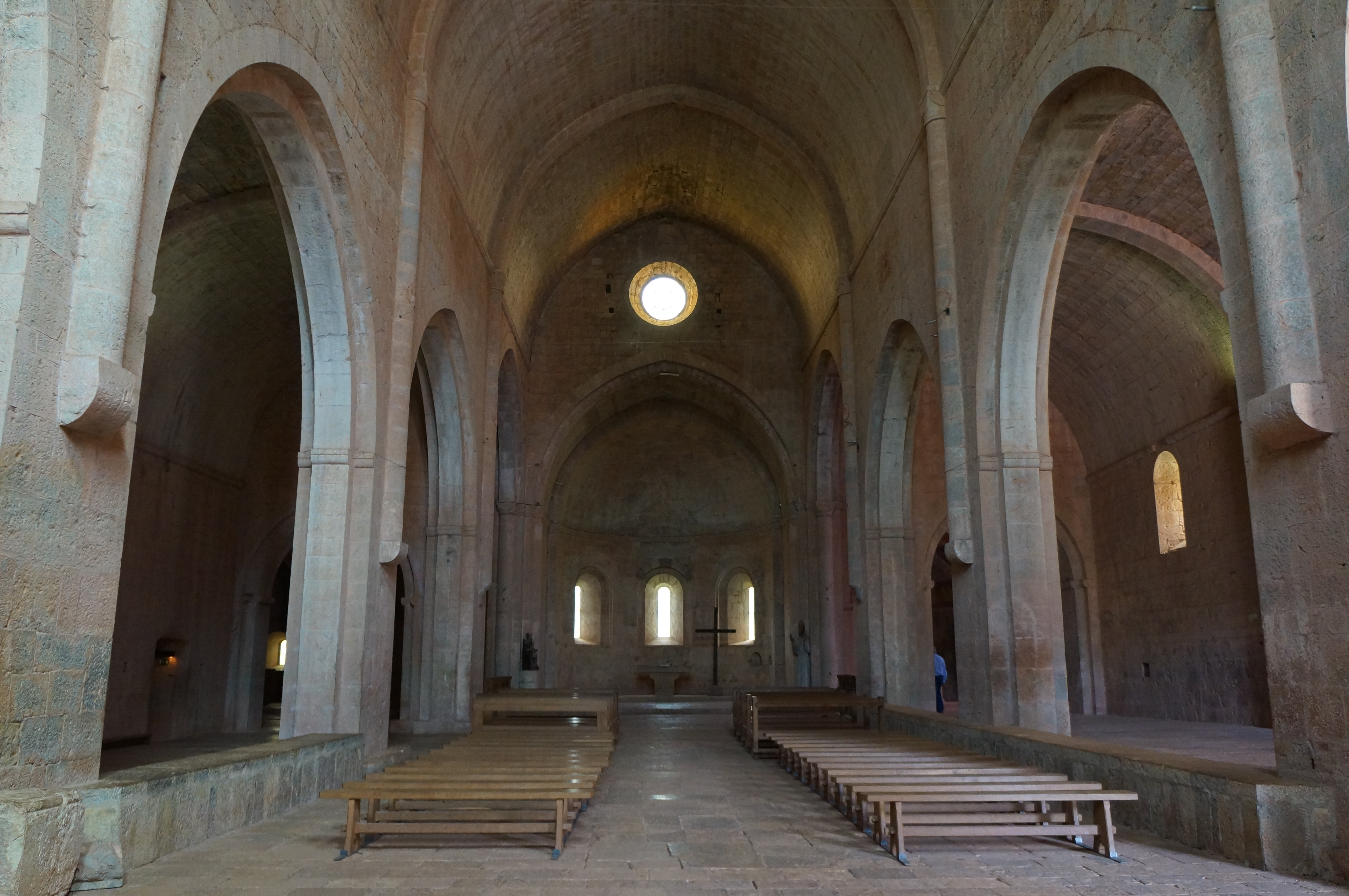
Blick in den Innenraum

Innen wird das breite Hauptschiff, flankiert von deutlich schmaleren Seitenschiffen, aus drei Jochen gebildet. Obwohl das Langhaus keinen Obergaden besitzt, ist die Kirche hell. Der Chorraum läuft in einer Apsis mit darüberliegender Halbkuppel aus. Die drei Fenster symbolisieren die göttliche Dreifaltigkeit. Rechts und links von der Hauptapsis stößt man auf je zwei Seitenkapellen. Diese haben im Unterschied zu den meisten Zisterzienserkirchen keinen quadratischen Grundriss, sondern einen runden Abschluss. Von außen jedoch ist der übliche Eindruck durch ein gerade abschließendes Mauerwerk gewahrt.
Das Querschiff ist niedriger und schmaler als das Hauptschiff. Somit fehlt eine Vierung im eigentlichen Sinne; das Tonnengewölbe des Hauptschiffs reicht bis zur Chorwand. Interessant sind die Pfeiler des Hauptschiffs, die mit der Arkadenmauer eine Ebene bilden und so an römische Aquädukte erinnern. Im Inneren fehlt heute der ursprünglich vorhandene Lettner, der die Bereiche der priesterlichen Mönche und der Laienbrüder deutlich voneinander trennte.
Auch innerhalb der Kirche fehlt fast jeglicher bauplastischer Schmuck und unterstreicht so das Streben der Zisterzienser nach einer Schlichtheit, die sich auf das Wesentliche, den Gottesdienst und das Gebet, konzentriert. Die Akustik in der Kirche ist außergewöhnlich gut.

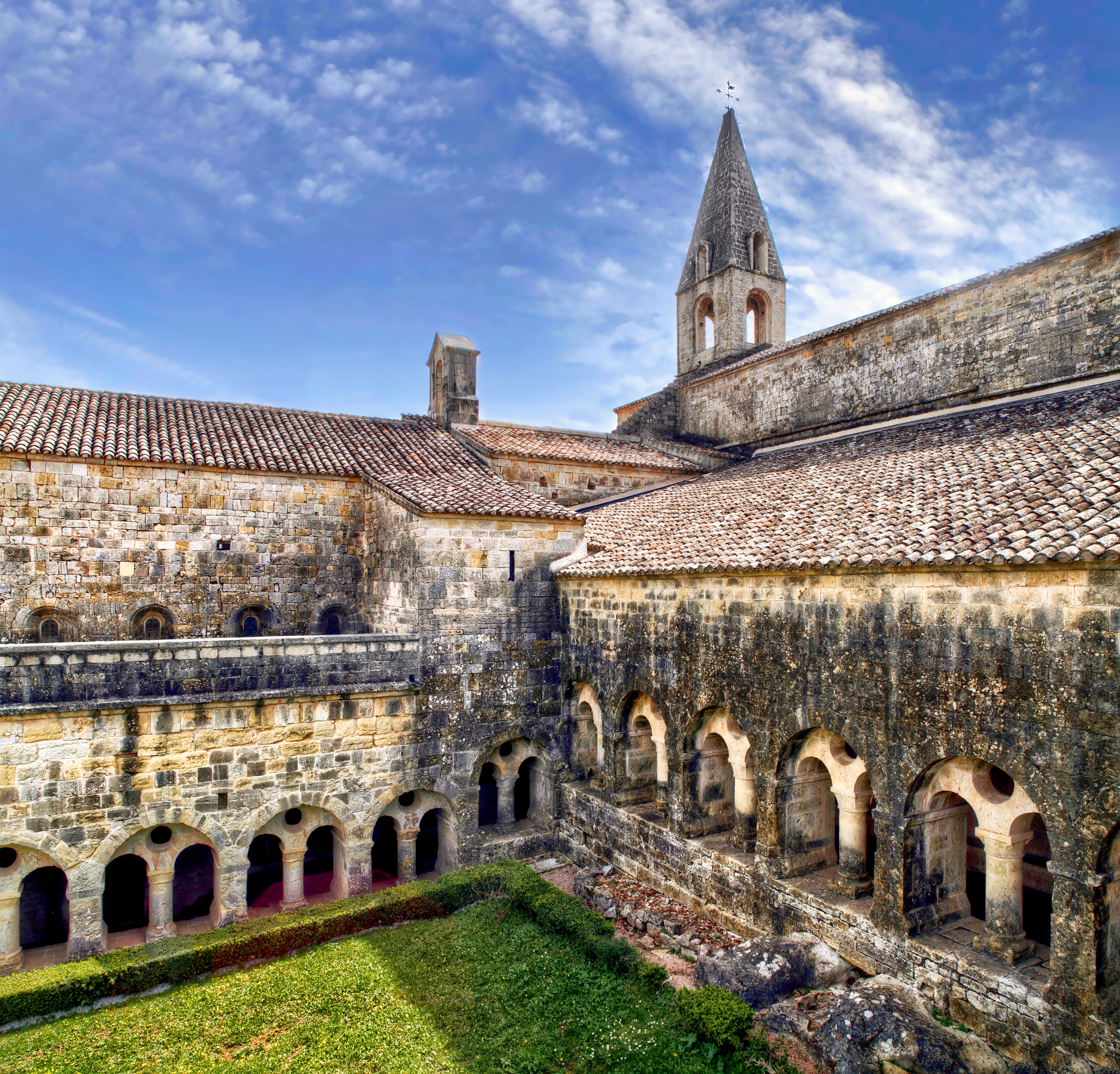
Blick vom Kreuzgang zur Kirche

Nicht nur in der Kirche, auch in fast allen anderen Gebäuden der Abtei vom Schlafsaal bis zum Keller gibt es fast ausschließlich Tonnengewölbe. Eine der wenigen Ausnahmen bilden die Kreuzrippengewölbe im Kapitelsaal. Hier fanden sich die Mönche jeden Morgen ein, um ein Kapitel aus der Regel des Hl. Benedikt zu hören und wichtige Anliegen zu besprechen. Als einziger Raum ist er bereits von der Gotik beeinflusst. Die Spitzbögen ruhen auf zwei zentralen Säulen, deren zweireihige Kapitelle mit Wasserlaub, Pinienzapfen, Palmen und einer einen Bischofsstab haltenden Hand geschmückt sind. Die untersten Rippensteine sind in einer aufwendigen Technik aus einem Block geschlagen.
Hinter dem Kapitelsaal findet sich ein einfacher Durchgang zum Garten. Er diente als Parlarium – neben dem Kapitelsaal der einzige Raum, in dem die Mönche miteinander sprechen durften. Unmittelbar nördlich angrenzend führte eine Treppe hinauf zum Dormitorium. Unter jeder Fensteröffnung schlief ein Mönch; die Schlafplätze werden noch heute durch Steinplatten angezeigt.

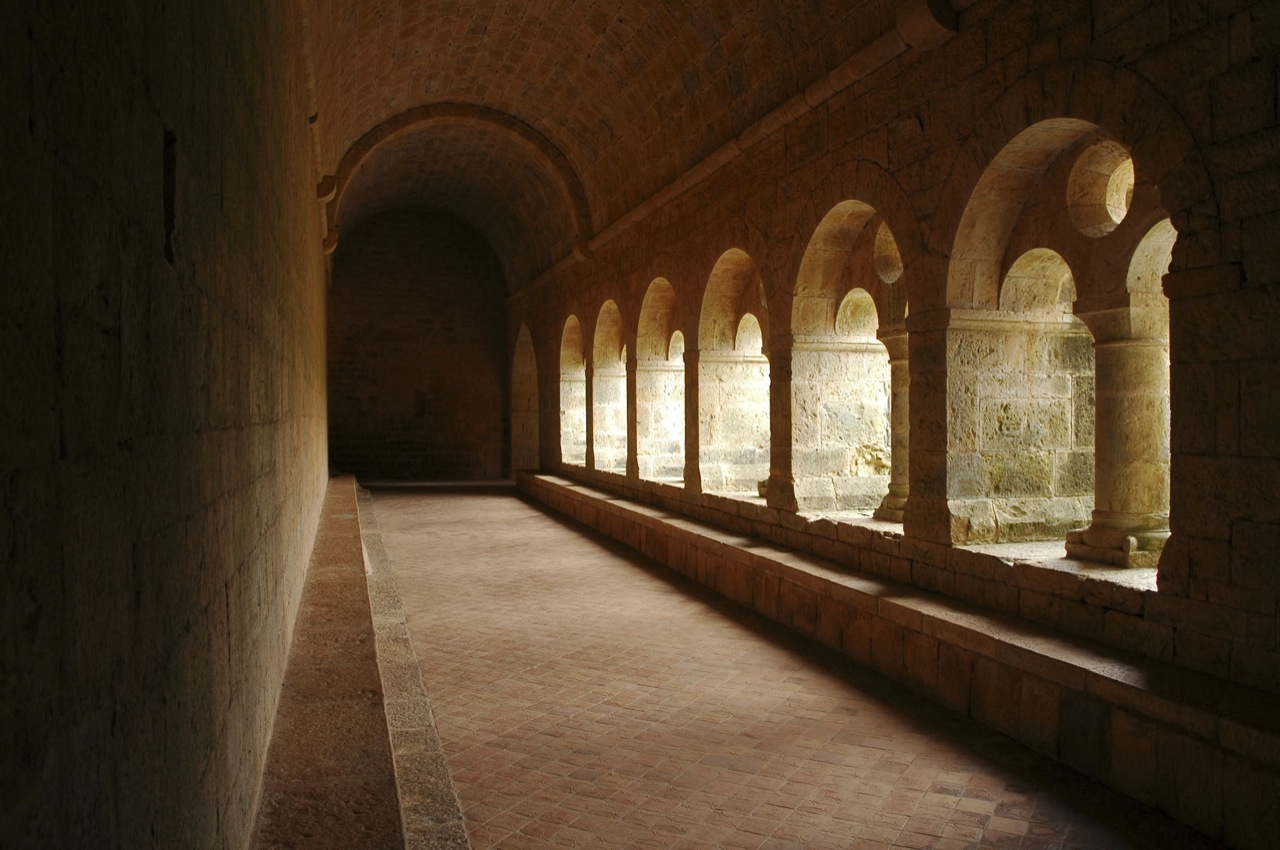
Kreuzgang

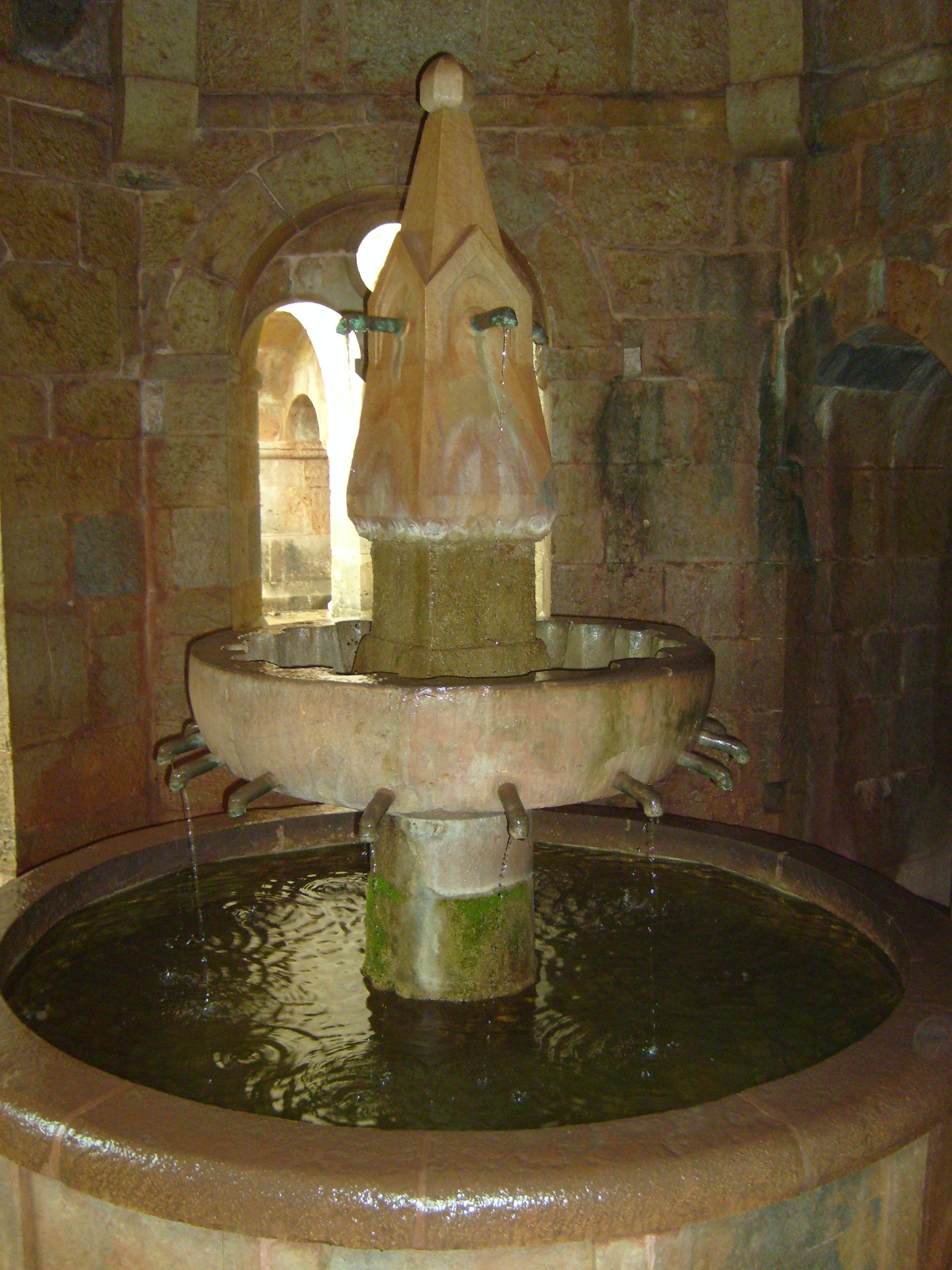
Brunnenhaus

Die Klostergebäude gruppieren sich um den (geländebedingt) trapezförmigen Kreuzgang. Er befindet sich abweichend von der Norm nördlich der Kirche, ist eher schlicht, aber mit einer Kantenlänge von 37 m ungewöhnlich groß. Die Dicke der Mauern mit ihren Rundbögen und den doppelten Arkaden, der einfache Okulus, der ihre Giebel durchbricht, die Kapitelle, bei denen keine Verzierung von der klaren Linie ablenkt, laden zur inneren Besinnung ein.
Der Südflügel des Kreuzgangs wurde vermutlich annähernd zeitgleich mit der Klosterkirche errichtet; er ist wie diese mit einer Rundtonne eingewölbt, die drei anderen Flügel hingegen bereits mit einer Spitztonne. Die Gurtbögen, die die Gewölbe stützen, ruhen auf blockartigen Konsolen. In der Nordost- und Nordwestecke findet man hingegen Kreuzrippengewölbe, was auf eine spätere Errichtung dieser Gebäudeteile hindeutet.
Das Brunnenhaus, von dem die Mönche ihr Trink- und Waschwasser bezogen, befindet sich gegenüber der Tür des Refektoriums in einem sechseckigen Pavillon mit Kuppel. Die Innenkanten sind durch sechs viereckige Spitzbögen verdeckt. In der Mitte findet sich eine Schale mit 16 Öffnungen, aus denen das Wasser in das größere, untere Becken fließt. In der dem Brunnenhaus gegenüber liegenden Wand sind noch die Zugänge zu Refektorium, Küche und Wärmeraum zu erkennen, die sich leider nur in ihren Fundamenten erhalten haben.
In der Vorratskammer bereiteten die Mönche den Wein und das Olivenöl, die wichtigsten Einnahmequellen der Abtei. Noch heute finden sich dort Weinbottiche aus dem 18. Jh. Ihnen gegenüber steht eine Ölpresse. Im Tonnengewölbe der Vorratskammer erkennt man Belüftungskamine, die notwendig waren, um das Ansammeln von Alkoholdämpfen zu vermeiden.
Das nördlich anschließende Gebäude der Laienbrüder (wie in allen Zisterzienserklöstern waren nicht nur in der Abteikirche, sondern auch im sonstigen Leben die Bereiche der Mönche und der Laienbrüder voneinander getrennt), in dem sich auch die Portalvorhalle befindet, enthielt einen dreijochigen Speisesaal im Erdgeschoss und einen Schlafsaal in der 1. Etage. An der Nordwand dieses Raums stößt man auf eine Tür, die zu den (direkt über dem vorbeifließenden Bach liegenden) Latrinen führte.
Der Friedhof der Abtei befindet sich im Osten hinter dem Chorraum der Kirche. Das strenge Armutsgebot des Ordens hatte zur Folge, dass die Toten nur in einem weißen Tuch ohne Sarg und Grabstein direkt in die Erde gelegt wurden.

## Kunstgeschichtliche Bedeutung
Der Kunsthistoriker Wolfgang Braunfels beschreibt diese Architektur des Steins folgendermaßen:
„Stein wirkt immer dauerhafter als Holz oder Verputz, strenger und zugleich fester. Man gewinnt den Eindruck, dass sich in diesen Gewölbefluchten die Mönche auf die Dauer eingeschlossen haben. Hier lässt sich nichts verrücken. Das ist zugleich Kerker und Paradies. In der steinernen Welt entfaltete sich jene Zisterzienserästhetik, die zur Gotik überleitete. Wo Farbe und Figur verboten war, drängte die Steinbehandlung zu neuer Vollendung. Schlichtheit und geometrische Klarheit der Form wird zum Ideal erhoben.“
Der französische Architekt Fernand Pouillon hat in seinem Roman Singende Steine (französisch Les pierres sauvages, 1964) die Baugeschichte der Abtei aus der Sicht des (fiktiven) Baumeisters Wilhelm Balz geschildert. Eigene Untersuchungen an diesem Bauwerk liegen seiner Arbeit zugrunde.